# Леса в окрестностях Нарских прудов
Леса в окрестностях Нарских прудов — государственный природный заказник (комплексный) регионального (областного) значения Московской области, территория которого имеет особое значение для сохранения и восстановления природных комплексов и их компонентов и поддержания экологического баланса. На заказник возложены следующие задачи:
- сохранение природных комплексов;
- сохранение местообитаний редких видов растений и животных.

Заказник основан в 1988 году. Местонахождение: Московская область, Наро-Фоминский городской округ, сельское поселение Ташировское, 0,5 км к северу от деревни Большие Семенычи, около 1 км к западу от деревни Обухово. Площадь заказника составляет 329,61 га. Заказник включает кварталы 35—38 Литвиновского участкового лесничества Наро-Фоминского лесничества.

## Описание
Территория заказника приурочена к крупной древней ложбине стока, в понижениях которой талые ледниковые воды зачастую застаивались, образовывая древние озера. Большей частью заказник располагается в местности подобного озерно-водноледникового происхождения и включает также небольшие по площади возвышенные участки водноледниковой равнины.
Древняя ложбина стока сформировалась в крупной депрессии в рельефе коренного фундамента, кровлю которого на территории заказника слагают известняки и доломиты карбона, перекрытые довольно мощным чехлом четвертичных отложений.
Для рельефа заказника, современный облик которого сформирован преимущественно талыми ледниковыми водами, характерен слабый перепад высот. Наиболее низкая часть заказника расположена на его северной границе у Дютьковского-II пруда системы Нарских прудов на абсолютных высотах 170,1 м, наиболее высокая отметка — 185 м над уровнем моря — соответствует поверхности водноледниковой равнины в его юго-западной оконечности. В целом территория имеет слабый (менее 1 градуса) уклон на север к Нарским прудам, при этом в восточной части заказника уклон направлен на юго-восток к долине реки Нары
Плоская поверхность водноледниковой равнины расположена на территории заказника фрагментами в его юго-западной части, занимает возвышенное положение на высотах от 180 до 185 м над уровнем моря. Слагающие её породы представлены с поверхности преимущественно покровными суглинками малой мощности на водноледниковых суглинках, песках и супесях, в основании толщи которых отмечается скопление гравийно-галечного материала.
Порядка 90 процентов территории заказника расположено на слабонаклонной (1—2 градуса) озерно-водноледниковой равнине на абсолютных высотах 170—180 м, сложенной переслаивающимися водноледниковыми и озерными песками, супесями, суглинками красно-бурого цвета, алевритами, иногда обильно нагруженными галькой. Поверхностный суглинистый горизонт здесь фрагментарен и его мощность в целом меньше, чем на возвышенных участках водноледниковой равнины. Участки озерно-водноледниковой равнины, обращенные к понижениям, имеют уклоны 2—3 градуса, местами — до 4 градусов. Для равнины характерны участки с плоской поверхностью.
Поверхности равнин осложнены понижениями со слабовыраженными бортами: сырые и заболоченные ложбины, небольшие западины, водосборные понижения. Вдоль северной границы заказника по берегу Дютьковского-II пруда неровной полосой шириной 10—50, до 200 м тянется заболоченное понижение. В наиболее крупных ложбинах формируются временные водотоки. Болота представлены преимущественно низинным типом, иногда с признаками переходных. Днища заболоченных понижений часто заторфованы.
Территория заказника в прошлом была частично осушена. Вдоль северной границы заказника по краю леса расположена канава шириной 1,5 м, глубиной 0,7 м с невысоким отвалом рядом, днище канавы не обводнено. Осушенные заторфованные участки характеризуются наличием приствольных повышений высотой до 0,5 м.
Вдоль берега Дютьковского-II пруда единично встречаются некрупные антропогенные формы — ямы с навалами мусора у рыбацких стоянок, по территории изредка попадаются копаные ямы размером 0,5×0,5×0,3 м. В восточной части заказника к берегу пруда идет хорошо проезжая грунтовая дорога.
Почвенный покров заказника довольно мозаичен. На песчаных и супесчаных породах представлены почвы дерново-подзолы, преимущественно глееватые, и, при слабом дренаже, дерново-подзолы глеевые. На суглинистых отложениях формируются дерново-подзолистые языковатые и глееватые почвы, в понижениях с замедленным дренажом -дерново-подзолистые глеевые почвы. По водосборным понижениям, ложбинам, западинам — перегнойно-глеевые почвы. По заболоченным понижениям отмечаются торфяные эутрофные и торфяные эутрофные глеевые почвы типичные и перегнойно-торфяные, под черноольшаниками представлены преимущественно темногумусово-глеевые почвы. Характерное чередование в профиле почвообразующих пород маломощных слоев различного фракционного состава, часто встречающееся на территории заказника, обусловили образование особых почв на двучленных отложениях.
Вся территория заказника относится к бассейну реки Нары — левого притока реки Оки. Поверхностный сток западной части заказника направлен в реку Рудь — правый приток Нары. На Наре и её притоке Руди устроены пруды, сток с территории заказника принимают — в западной его части Выглядовский пруд, с наибольшей, центральной части заказника — Дютьковский-II пруд, в восточной части — непосредственно река Нара. Естественные водные объекты представлены временными ручьями, низинными и переходными болотами. В понижениях отмечаются сочения грунтовых вод.

### Флора и растительность
На территории заказника преобладают сосново-еловые, еловые, липово-еловые, елово-липовые леса и их производные, заболоченные елово-березовые, березовые леса и черноольшаники. Часть территории занята лесокультурами сосны и ели, в том числе старовозрастными трансформированными.
На пологих склонах в северной части заказника преобладают березово-еловые с участием сосны и сосново-еловые папоротниково-широкотравно-кисличные и ветреницево-чернично-кисличные старовозрастные леса с зелеными мхами и типичным набором таёжных видов растений. Диаметр стволов ели в среднем составляет 40—45 см, отдельные старые сосны и ели имеют диаметр до 50—80 см. На некоторых участках этих лесов доля ели и сосны могут быть примерно одинаковы, на большей же части пологих склонов ель преобладает в составе 1 яруса. В лесах постоянна примесь березы, реже осины, обилен подрост ели и рябины. Из кустарников встречаются крушина ломкая и калина, реже — лещина и жимолость.
В травяном ярусе обычны и обильны: ветреница дубравная (вид, занесенный в Красную книгу Московской области), а также щитовник картузианский, голокучник Линнея, кислица, черника, ожика волосистая, майник, седмичник европейский, осока пальчатая, костяника и ландыш майский. Изредка встречается подлесник европейский — вид, занесенный в Красную книгу Московской области.
С меньшим обилием, но также довольно часто встречаются: вейник тростниковидный, грушанка круглолистная, ортилия однобокая, кочедыжник женский, вероника лекарственная, мицелис постенный, бор развесистый, местами имеются пятна осоки волосистой, щитовника расширенного, фегоптериса связывающего, отмечен также плаун годичный. Зеленые напочвенные мхи представлены типичными видами, местами образуют моховой покров, занимая от 30 до 60 процентов поверхности почвы.
Там, где в составе древостоя увеличивается доля сосны, в травяном покрове больше вейника тростниковидного, а кроме указанных видов встречаются также изредка брусника и золотарник обыкновенный.
На повышениях рельефа формируются местами березово-еловые с сосной папоротниково-широкотравно-кисличные леса, где диаметр 150-летних сосен достигает 70 см. Некоторые старые ели имеют диаметр стволов до 50 см. По опушкам еловых и сосново-еловых лесов изредка встречается любка двулистная. По влажным луговинам и опушкам группами растет купальница европейская, пальчатокоренник Фукса (редкие и уязвимые виды, не включенные в Красную книгу Московской области, но нуждающиеся в постоянном контроле и наблюдении) и горец змеиный.
Среди сосново-еловых и березово-еловых лесов имеются пятна сосново-еловых папоротниково-кислично-черничных, кислично-ветреницевых, чернично-кислично-зеленомошных. В небольших западинах зеленые мхи сменяются сфагновыми.
В сосново-еловых трансформированных лесокультурах кислично-зеленчуковых встречаются куртины сухих елей, местами лес захламлен упавшими стволами деревьев.
В ельниках лещиновых травяно-папоротниковых постоянно участие в кустарниковом ярусе лещины, жимолости, волчеягодника обыкновенного, или волчьего лыка, а в травяном ярусе преобладают виды дубравного широкотравья. Здесь встречаются кроме других папоротников щитовник расширенный и фегоптерис связывающий, постоянны копытень и зеленчук жёлтый, отмечены также растения тенистых лесов: воронец колосистый и вороний глаз.
На самых дренированных почвах встречаются небольшие участки условно-коренных липово-еловых и елово-липовых лесов с участием дуба лещиновых широкотравных с дубом, кленом, елью и липой в подросте. Дуб и липа выходят в этих лесах в 1-й ярус, диаметр стволов ели, дуба и липы составляет 40—45 см. Развит густой травяной покров с осокой волосистой, звездчаткой жестколистной, ветреницей дубравной, медуницей неясной, копытнем, зеленчуком, лютиком кашубским, чиной весенней, папоротниками: щитовником расширенным и картузианским, голокучником Линнея, кочедыжником женским, колокольчиком широколистным, кислицей, майником, снытью и бором развесистым. Иногда встречаются фегоптерис связывающий и борец северный. Напочвенный покров пятнистый — чередуются крупные пятна с доминированием одного из видов — осоки волосистой, звездчатки жестколистной, реже — пролесника многолетнего, сныти или папоротников, повсеместно обильна ветреница дубравная. Редко встречается гнездовка настоящая. На почве имеются зеленые неморальные мхи (20—30 процентов).
В сырых понижениях и неглубоких западинах в ельниках хвощево-влажнотравных к таёжным видам прибавляются скерда болотная, гравилат речной, хвощ лесной, василистник водосборолистный, звездчатка дубравная, бодяк разнолистный. Здесь по окнам и просекам произрастают пальчатокоренник Фукса, волчеягодник обыкновенный, или волчье лыко и купальница европейская (редкие и уязвимые виды, не включенные в Красную книгу Московской области, но нуждающиеся на территории области в постоянном контроле и наблюдении).
Заболоченные березняки ивняковые крушиновые осоково-щучковые с вейником сероватым, фиалкой лысой и вербейником обыкновенным и сфагновыми мхами развиты по краям болот. Имеются осушенные участки в прошлом заболоченных елово-сосновых папоротниково-кисличных лесов на торфяных почвах с высокими приствольными повышениями, черникой, седмичником, хвощем лесным, щучкой и вербейником обыкновенным.
В условиях повышенного увлажнения развиты осиново-березовые и березовые с участием ели и сосны сырые и заболоченные крушиновые влажнотравно-зеленомошные леса с пятнами долгомошных и сфагновых мхов. Для них характерны щучка дернистая, сивец луговой, осока бледноватая, фиалка лысая. Здесь в западной части заказника обнаружен редкий охраняемый вид растений, занесенный в Красную книгу Московской области — ладьян трехраздельный.
Между прудами и еловыми лесами заказника, а также вдоль некоторых заболоченных ложбин с ручьями, впадающих в Дютьковский-II пруд, тянутся полосы черноольшаников шириной в среднем 20—30 м. В заболоченных черноольшаниках влажнотравных встречается смородина чёрная, обилен белокрыльник болотный, ирис аировидный, таволга вязолистная и хвощ речной. Кроме них здесь часто встречаются лютик длиннолистный, осоки сероватая, омская, дернистая и сближенная, вейник сероватый, дербенник иволистный, ежеголовник прямой, шлемник обыкновенный, кипрей волосистый, крапива двудомная, незабудка болотная, зюзник европейский, паслен сладко-горький, двукисточник тростниковидный, иногда — цикута, или вех ядовитый.
Хвощево-осоковые низинные болота с сабельником, осокой вздутой и хвощем речным имеют незначительную площадь и встречаются изредка в водосборных понижениях в разных частях заказника. На некоторых болотах произрастает пушица многоколосковая. На небольших осоковых болотах доминируют осоки береговая, острая и пузырчатая, растут калужница болотная, плакун-трава, вербейник обыкновенный. На сырых лугах вдоль ручьев и ключевых болотцах растут пальчатокоренники мясо-красный (редкий и уязвимый вид, не включенный в Красную книгу Московской области, но нуждающийся на территории области в постоянном контроле и наблюдении) и Фукса, а также ирис аировидный, горец змеиный, купальница европейская.

### Фауна
Животный мир заказника отличается хорошей сохранностью и достаточной репрезентативностью для природных сообществ лесов и болот западной части Московской области. На территории заказника обитают 53 вида позвоночных животных, в том числе один вид земноводных, 42 вида птиц и девять видов млекопитающих.
В границах заказника выделяются три основных зоокомплекса (зооформации): зооформацию хвойных, хвойно-мелколиственных и смешанных лесов; зооформацию водно-болотных местообитаний (черноольшаники, сырые ложбины с ручьями); зооформацию опушечных местообитаний (лесные опушки, поляны).
Зооформация хвойных, хвойно-мелколиственных и смешанных лесов включает из млекопитающих обычные для Московской области виды: обыкновенный крот, лисица, заяц-беляк, обыкновенная белка, лось, кабан. Из птиц данной зооформации отмечены вяхирь, обыкновенная кукушка, желна, большой пестрый дятел, обыкновенная иволга, сойка, ворон, крапивник, славка-черноголовка, пеночка-весничка, пеночка-теньковка, пеночка-трещотка, зелёная пеночка, желтоголовый королек, мухоловка-пеструшка, малая мухоловка, зарянка, чёрный дрозд, белобровик, певчий дрозд, пухляк, большая синица, обыкновенный поползень, зяблик, чиж. В лесах центральной части заказника, вдали от Нарских прудов довольно многочисленны гнезда рыжих лесных муравьев, некоторые высотой более 1 метра.
Среди видов, связанных с водно-болотными угодьями, на территории заказника встречается следующие виды млекопитающих: американская норка, речной бобр и водяная полевка. Здесь встречаются два исключительно редких вида рыбоядных хищных птиц: орлан-белохвост и скопа — виды, занесенные в Красную книгу Российской Федерации и в Красную книгу Московской области. На северной границе заказника отмечен плохо летающий слеток орлана-белохвоста, что говорит о весьма вероятном гнездовании этого вида на территории заказника. В заболоченных черноольшаниках по берегам Нарских прудов гнездится ещё один редкий вид хищных птиц, связанный с водно-болотными угодьями — чёрный коршун, занесенный в Красную книгу Московской области. Также в черноольшаниках, в заболоченных ивняках и в тростниковых зарослях по берегам прудов обитают малый пестрый дятел, серая мухоловка, болотная камышевка, камышевка-барсучок, дроздовидная камышевка, садовая славка, лазоревка, камышовая овсянка. Среди редких видов мелких воробьинообразных птиц здесь встречается обыкновенный ремез, занесенный в Красную книгу Московской области.
На опушках и полянах территории заказника встречаются: обыкновенный крот и пашенная полевка. Из птиц отмечены: обыкновенный канюк, лесной конек, сорока, дрозд-рябинник, серая славка, обыкновенный жулан. Из дневных бабочек здесь, а также по лесным дорогам обитают ряд видов бабочек, как обычных — репница, лимонница, пестрокрыльница, так и редких и уязвимых видов, не включенных в Красную книгу Московской области, но нуждающихся на территории области в постоянном контроле и наблюдении — большая лесная перламутровка, крупноглазка, или краеглазка ахина.
Во всех биотопах заказника обычна травяная лягушка.

## Объекты особой охраны заказника
Охраняемые экосистемы: березово-еловые с участием сосны и сосново-еловые папоротниково-широкотравно-кисличные и ветреницево-чернично-кисличные старовозрастные леса с зелеными мхами и типичным набором таёжных видов растений; березово-еловые с сосной папоротниково-широкотравно-кисличные леса; еловые лещиновые травяно-папоротниковые леса; липово-еловые и елово-липовые леса с участием дуба лещиновые широкотравные; еловые хвощево-влажнотравные; осиново-березовые и березовые с участием ели и сосны сырые и заболоченные крушиновые влажнотравно-зеленомошные леса с пятнами долгомошных и сфагновых; черноольшаники влажнотравные и хвощево-осоковые низинные болота.
Места произрастания и обитания охраняемых в Московской области, а также иных редких и уязвимых видов растений и животных, зафиксированных в заказнике, перечисленных ниже.
Охраняемые в Московской области, а также иные редкие и уязвимые виды растений:
- виды, занесенные в Красную книгу Московской области: подлесник европейский, ладьян трехраздельный, ветреница дубравная;
- виды, являющиеся редкими и уязвимыми таксонами, не внесенные в Красную книгу Московской области, но нуждающиеся на территории области в постоянном контроле и наблюдении: пальчатокоренник Фукса, пальчатокоренник мясо-красный, любка двулистная, гнездовка настоящая, волчеягодник обыкновенный, купальница европейская.

Охраняемые в Московской области, а также иные редкие и уязвимые виды животных:
- виды, занесенные в Красную книгу Российской Федерации и в Красную книгу Московской области: орлан-белохвост, скопа;
- виды, занесенные в Красную книгу Московской области: чёрный коршун, обыкновенный ремез;
- виды, являющиеся редкими и уязвимыми таксонами, не внесенные в Красную книгу Московской области, но нуждающиеся на территории области в постоянном контроле и наблюдении: перламутровка большая и краеглазка ахина.